# 越谷市立武蔵野中学校
越谷市立武蔵野中学校（こしがやしりつ むさしのちゅうがっこう）は、埼玉県越谷市大間野町にある公立中学校。

## 概要
越谷市は公立学校選択制を取り入れている。

## 沿革
- 1979年4月1日 - 越谷市立武蔵野中学校を開校
- 1980年5月22日 - 校舎・屋内運動場竣工式挙行し、校旗と校歌[1]の発表。この日を開校記念日とする。[2]
- 1982年6月 - プール完成。

## 教育目標
「揺るぎない大地に　豊かな心」
- 確かな学力の習得
- 基本的な生活習慣の定着[3]

## 部活動

### 運動部
- 陸上部
- 男子サッカー部
- 男子野球部
- 女子ソフトボール部
- 女子ソフトテニス部
- 男子バスケットボール部
- 女子バスケットボール部
- 女子バレーボール部
- 卓球部
- 剣道部[4]

### 文化部
- クリエイト部
- 日本文化部
- 吹奏楽部

## 通学区域
校区は以下の通り
- 大間野町1 - 5丁目、蒲生（3792～3900・3902・3907～3909）、蒲生茜町、蒲生西町2丁目、七左町1丁目・4 - 8丁目、新川町1 - 2丁目

## 出身者
- 飯野賢治 - ゲームクリエイター
- 菊地光将 - サッカー選手